# Corinne Cahen

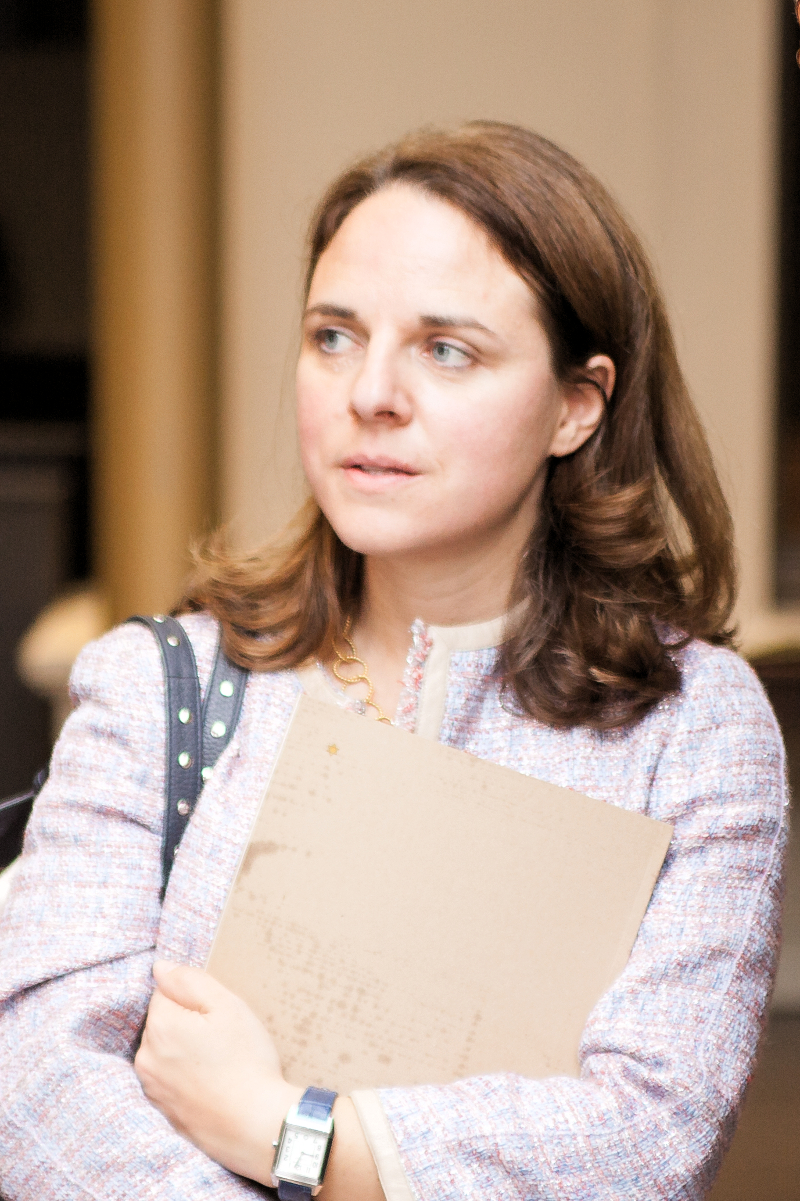
Corinne Cahen, Oktober 2014

Corinne Cahen (* 16. Mai 1973 in Luxemburg) ist eine luxemburgische Politikerin (Demokratesch Partei) und Unternehmerin. Vom 4. Dezember 2013 bis zum 15. Juli 2023 war sie Ministerin für Familie und Integration sowie Ministerin für die Großregion. Von 2015 bis 2022 war sie zudem Parteipräsidentin der Demokratesch Partei. 

## Persönliches
Corinne Cahen ist in Luxemburg aufgewachsen und wohnt in Luxemburg-Stadt. Sie ist die Mutter von zwei erwachsenen Kinder.

## Bildung und Ausbildung
Nach dem Besuch des Gymnasiums Athénée de Luxembourg studierte Corinne Cahen von 1992 bis 1995 an der Universität Straßburg, wo sie eine Licence in angewandten Fremdsprachen (Fachübersetzen) erwarb. Anschließend studierte sie von 1995 bis 1996 an der Universität Nizza Sophia-Antipolis. Hier erlangte sie eine Maîtrise (Master) in angewandten Fremdsprachen, Fachrichtung Wirtschaft und Handel. 1997 ergänzte sie ihre Hochschulausbildung durch ein DESS in zweisprachigem Journalismus (französisch/englisch) an der Universität Paris III. 

## Politische Ämter
Bei den vorgezogenen Parlamentswahlen vom 20. Oktober 2013 wurde Corinne Cahen in die Abgeordnetenkammer gewählt.
Am 4. Dezember 2013 wurde sie erstmals Regierungsmitglied und trat als Ministerin für Familie und Integration sowie als Ministerin für die Großregion in die Koalitionsregierung aus Demokratescher Partei (DP), Lëtzebuerger Sozialistesch Aarbechterpartei (LSAP) und déi Gréng, die Regierung Bettel-Schneider ein. 
Am 28. November 2015 wurde sie zur Präsidentin der Demokratesch Partei gewählt. 
Bei den Nationalwahlen 2018 konnte sie ihr gutes Wahlergebnis bestätigen und blieb Familien-, Integrations- und Grossregionsministerin in der Regierung Bettel-Schneider-Braz II.
Im Juni 2023 wurde Corinne Cahen in den Gemeinderat der Stadt Luxemburg gewählt (gab ihr Ministeramt auf) und wurde beigeordnete Bürgermeisterin. Im gleichen Jahr wurde sie wiedergewählt ins Parlament und ist Abgeordnete und Präsidentin des Ausschusses für Mobilität und Bauten im Parlament, Mitglied des Finanzausschusses, und der Ausschüsse für Digitales, Medien, Arbeit und Petitionen. 
2024 war Corinne Cahen Haushaltsberichterstatterin.  

## Berufliche Tätigkeiten
Seit ihrer Kindheit hat Corinne Cahen im Schuhgeschäft ihrer Eltern geholfen. Aber bereits während ihres Studiums sammelte Corinne Cahen journalistische Berufserfahrung vor allem bei RTL Hei Elei Kuck Elei (heute RTL Télé Lëtzebuerg), Eldoradio, dem Regionalradiosender Nice-Côte d’Azur, Radio France Internationale und der Agence France-Presse. 
Von 1995 bis 2001 arbeitete sie für RTL Radio Lëtzebuerg. Zunächst war sie als Frankreich-Korrespondentin in den Bereichen Politik, Wirtschaft, Recht und Sport tätig und anschließend als Moderatorin und Reporterin in den Bereichen Politik, Wirtschaft und Recht in Luxemburg. 
Von 2001 bis 2004 arbeitete sie als freiberufliche Journalistin bei RTL Radio und Télé Lëtzebuerg. 
Corinne Cahen war von 2001 bis 2013 und ist seit 2023 wieder Geschäftsführerin des Traditionsunternehmens Chaussures Léon, das älteste Schuhunternehmen aus dem Land. Heute besitzt das Unternehmen drei Geschäfte: das historische in der Avenue de la Liberté in Luxemburg-Stadt, ein grosses Geschäft im Shoppingcenter Belle Etoile und ein Geschäft in der Nordstrooss in Marnach, im Norden Luxemburgs. Von 2008 bis 2012 war Corinne Cahen Präsidentin des Geschäftsverbandes der Stadt Luxemburg und von 2009 bis 2013 gewähltes Mitglied der Handelskammer (Chambre de Commerce de Luxembourg).